# Daniel Bartels

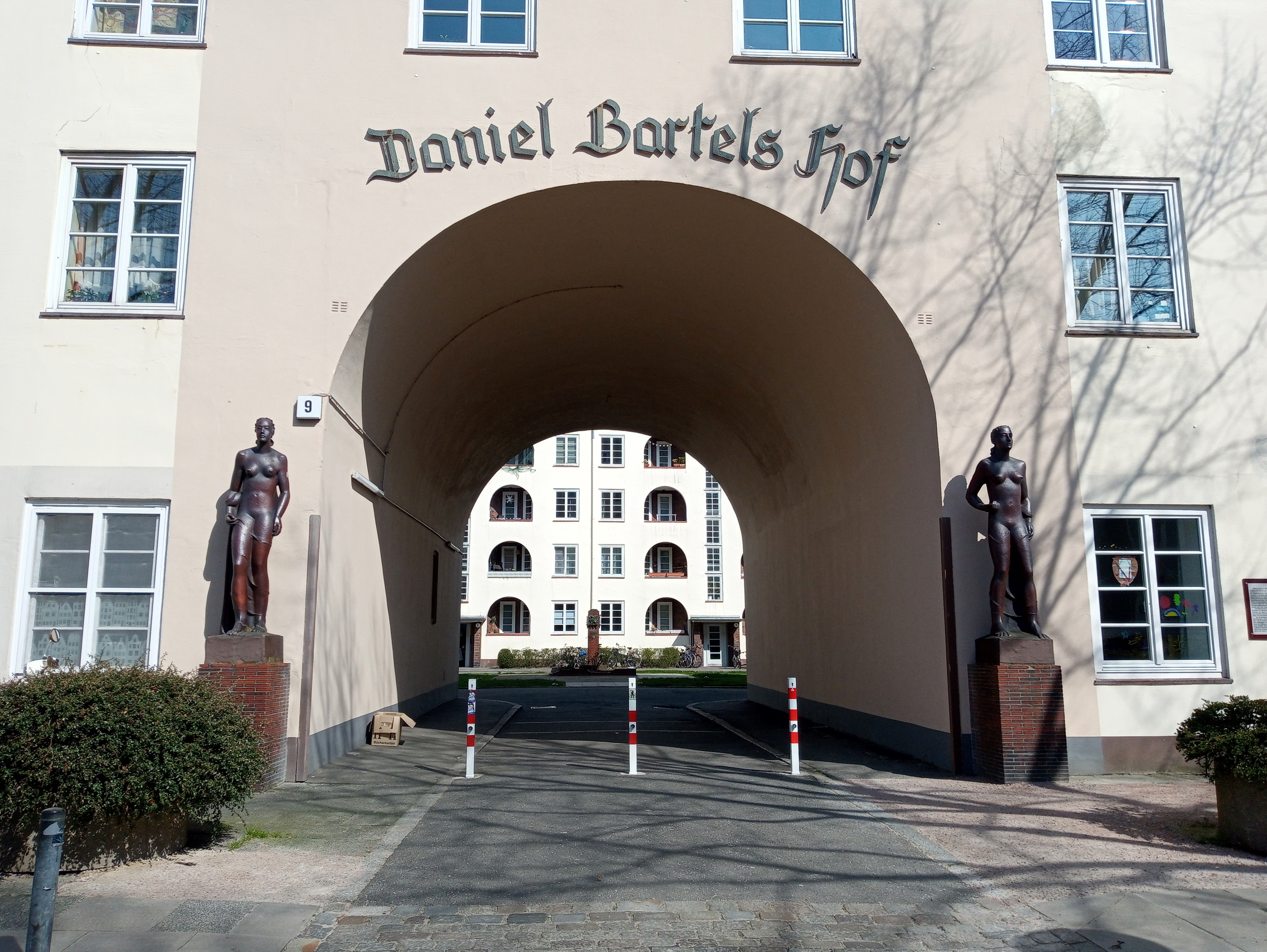
Portal der Wohnanlage „Daniel Bartels Hof“

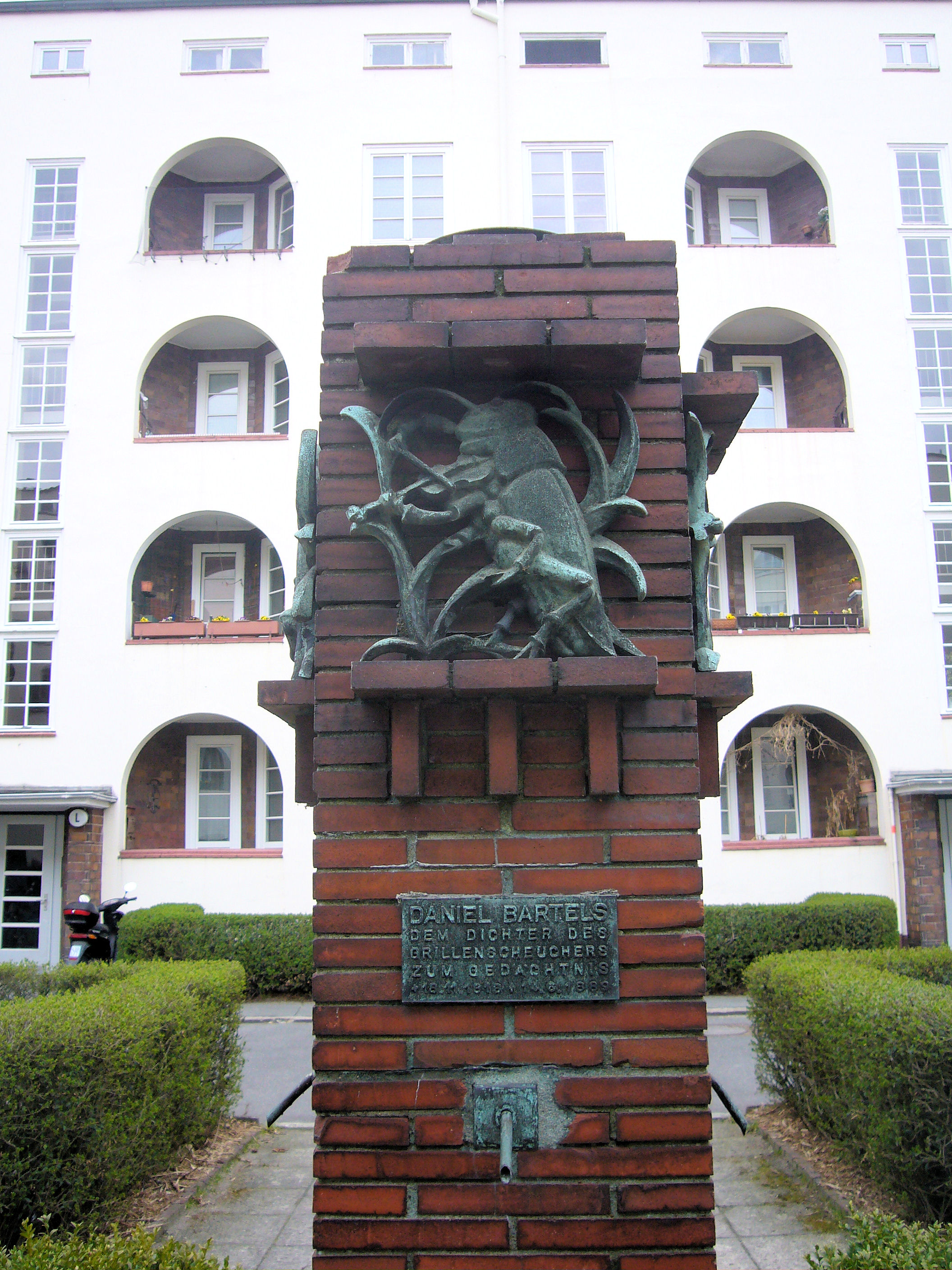
Denkmal Daniel Bartels in Hamburg, Alter Teichweg. Foto: GerdGarding

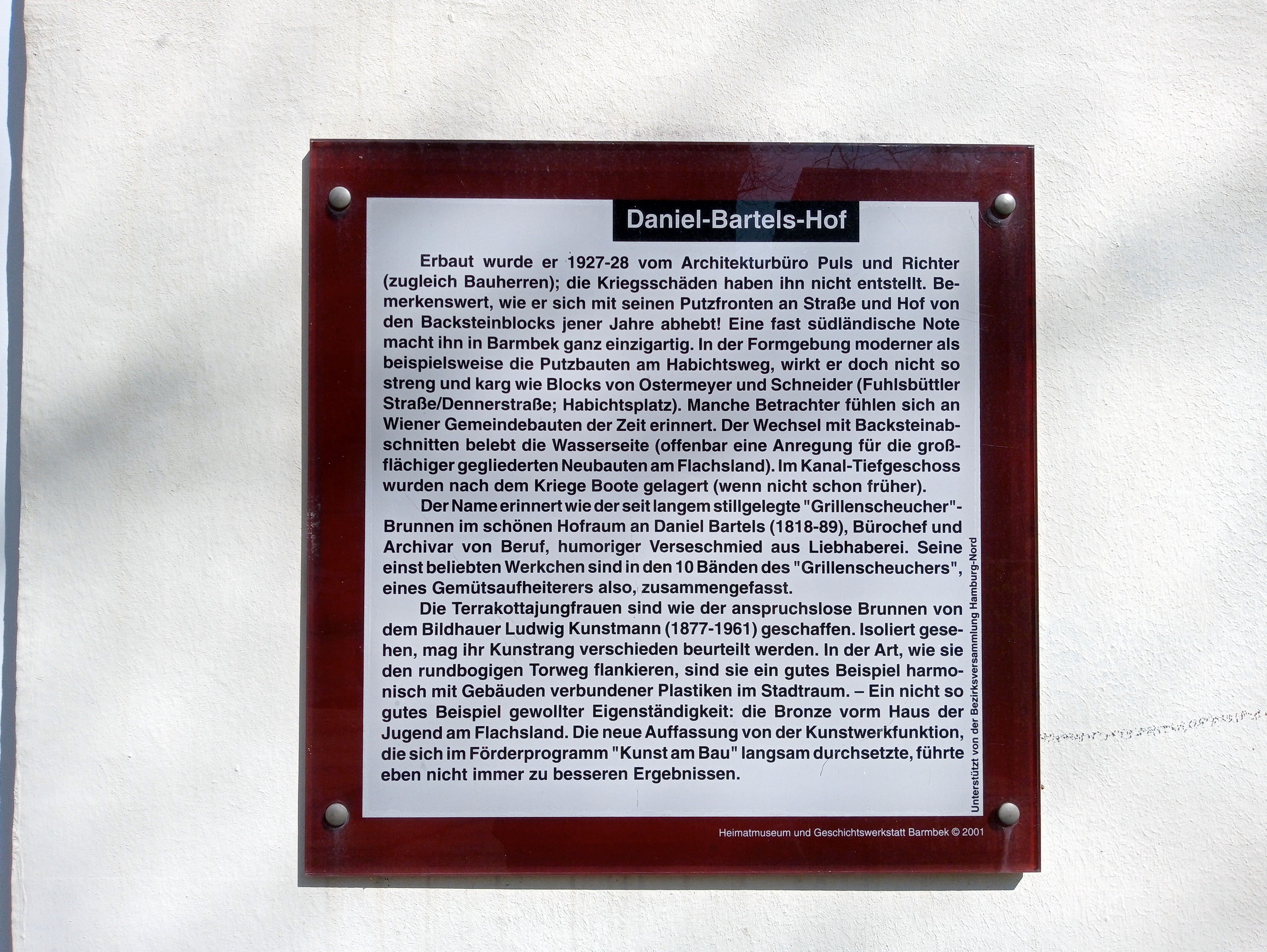
Informationstafel am Portal

Daniel Tobias Peter Bartels (* 18. November 1818 in Lübeck; † 13. Juni 1889 in Hamburg) war ein Hamburger Schriftsteller.

## Leben
Daniel Bartels wurde am 18. November 1818 in Lübeck geboren. Mit 6 Jahren kam er nach Hamburg. Nach der Malerlehre, die er mit 15 Jahren begann und die 6 Jahre dauerte, ging er als Geselle auf Wanderschaft und wurde 1845 Meister in Hamburg. Im selben Jahr heiratete er. 1848/1849 war er Mitglied der konstituierenden Versammlung. 1854 trat er bei einem Rechtsanwalt als Kanzleivorsteher ein. Zudem war er seit 1856 das Amt eines Archivars bei der Vereinsbank Hamburg betraut. 1895 ging er in den Ruhestand.

## Werk
Daniel Bartels veröffentlichte in verschiedenen Zeitungen und Zeitschriften Erzählungen und Gedichte, letztere größtenteils plattdeutsch, außerdem auf auch missingsch und „jüdisch“ (als solche in den Inhaltsverzeichnissen gekennzeichnet). Seine Gedichte waren „zum Vortrag in geselligen Kreisen“ gedacht.

## Gedenken
In Hamburg Barmbek-Süd trägt eine Wohnanlage seinen Namen: der Gebäudekomplex „Daniel Bartels Hof“ (Adresse: Alter Teichweg 9). Die denkmalgeschützten Gebäude wurden in den Jahren 1926/1927 und 1946 errichtet. Im Innenhof erinnert ein gemauerter Brunnen mit Grillen-Motiven an sein Werk „Der Grillenscheucher“. Das Denkmal zeigt musizierende Grillen, doch meint Bartels mit „Grille“ gewiss nicht die Insekten, sondern gebraucht das Wort im Sinne von „ein seltsamer Einfall; ein seltsamer, beunruhigender Gedanke“. Neben dem Eingangsportal findet Bartels zudem auf einer Informationstafel Erwähnung.

## Schriften
- Der Grillenscheucher. Original-Gedichte zum Vortrage in geselliger Gesellschaft. Hamburg 1867 ff (erschien in 10 Teilen).
- Menschenbetrachtungen eines Unzufriedenen, Scherz-Gedicht für den Sylvesterabend. Nestler & Melle Hamburg 1870.
- Pluckfinken. Hoch- und plattdeutsche Gedichte. F. H. Nestler & Melle, Hamburg 1882.
- Spaziergänge im Fabelkleide. Gedichte und Fabeln für die kleine Welt der grossen Kinder. Richter, Hamburg, Leipzig 1869 (Digitalisat der Österreichische Nationalbibliothek).